# Brigades Abdullah Azzam
Pour les articles homonymes, voir Abdullah Azzam et Azzam.
Les Brigades Abdullah Azzam (en arabe كتائب عبد الله عزام) est un groupe terroriste islamiste sunnite affilié à Al-Qaïda et le mouvement djihadiste mondial. Le groupe a été fondé en 2009 par le saoudien Saleh Al-Qaraawi et a des réseaux locaux dans divers pays, principalement en Égypte, l'Irak, la Syrie, la Jordanie, la bande de Gaza et au Liban.